# Бакунина, Екатерина Павловна
Екатерина Павловна Полторацкая, урождённая Бакунина (9 (20) февраля 1795  — 7 (19) декабря 1869) — фрейлина русского двора, художница-любительница; первая юношеская любовь А. С. Пушкина, вдохновившая его на создание целого цикла лирических стихов.

## Биография
Дочь действительного камергера, одно время управлявшего Академией наук, Павла Петровича Бакунина (1766—1805) от брака его с Екатериной Александровной Саблуковой (1777—1846). По отцу была двоюродной племянницей дипломата Д. П. Татищева; по матери — внучкой сенатора А. А. Саблукова. Революционер Михаил Бакунин приходился ей троюродным братом.
Получила очень хорошее домашнее образование. С 1798 года жила с родителями за границей, сначала в Германии и Швейцарии, затем в Англии. В 1804 году из-за нехватки средств Бакунины вернулись в Россию. После смерти отца в декабре 1805 года воспитывалась вместе с братьями, Александром и Семеном, матерью и дедом А. А. Саблуковым, который был назначен их официальным опекуном. Жили они на съемной квартире в доме Таирова на набережной Невы.

## Знакомство с Пушкиным
В 1811 году Александр Бакунин был определён в только что открывшийся Царскосельский лицей, в котором подружился с Пушкиным. Екатерина вместе с матерью часто навещала брата, а летом они постоянно жили в Царском Селе. В «Ведомостях Лицея» отмечены их посещения: в 1811 — четыре, в 1814 — тридцать один, в 1815 — семнадцать, в 1816 — шесть, в 1817 — восемь раз.
Красивая 16-летняя Екатерина Бакунина была объектом внимания многих лицеистов, среди которых были Пушкин, Пущин и Иван Малиновский. «Прелестное лицо её, дивный стан и очаровательное обращение произвели всеобщий восторг во всей лицейской молодежи», — вспоминал С. Д. Комовский.
В 1815 году влюблённый Пушкин изобразил красоту Бакуниной в своем стихотворении «К живописцу». Его слова были положены на музыку лицеистом Н. А. Корсаковым и стали популярным романсом. Её имя он включил в так называемый «донжуанский список». По мнению многих исследователей, всего Пушкин создал более двадцати лирических стихотворений под впечатлением своих встреч с Бакуниной и её образ появлялся в его произведениях вплоть до 1825 года.

## При дворе
24 октября 1817 года Екатерина Бакунина стала фрейлиной императрицы Елизаветы Алексеевны и поселилась при царском дворе. Её назначение в обществе многие воспринимали неоднозначно. Н. М. Муравьев писал своей матери: «Меня весьма удивило то, что вы пишете о Бакуниной. С какой стати произвели её и каким образом — это весьма странно».
Впоследствии Бакунина стала любимой фрейлиной императрицы. В 1818 году сопровождала её в поездке в Дармштадт и Веймар, потом в Мюнхен и Карлсруэ. По свидетельству современников, «красивая фрейлин Б.» отличалась особой грацией в танцах на придворных балах. Она дружила с В. А Жуковским и брала уроки живописи у придворного художника А. П. Брюллова. Будучи талантливой художницей-любительницей, она много занималась копированием и её любимым жанром был портрет. Её саму рисовали многие известные художники: О. А. Кипренский, П. Ф. Соколов и А. П. Брюллов.

В период жизни при дворе у фрейлины Бакуниной были и серьёзные романы, так в декабре 1821 года один из современников писал: «Авантюра Бакуниной чрезвычайно романтична! Остается надеяться, что роман будет продолжаться Бакуниной, которая очаровательна и достойна сделать хорошую партию». Однако замуж она вышла уже в очень зрелом возрасте. В марте 1834 года Н. О. Пушкина писала дочери:
Какую новость скажу тебе, м-ль Бакунина выходит за г-на Полторацкого, двоюродного брата г-жи Керн, свадьба будет после Пасхи. Ему 40 лет, он не молод, вдов, без детей и с состоянием, говорят, он два года как влюблен.

## Замужество
Избранником Екатерины стал её давний знакомый, отставной капитан Александр Александрович Полторацкий (1792—1855). «Она так счастлива, что плачет от радости», — писала по поводу предстоящего бракосочетания фрейлина Шереметева. Их венчание состоялась 30 апреля 1834 года в Петербурге в церкви Св. Спиридона Тримифунтского при  Департаменте уделов, императрица Александра Фёдоровна лично благословила невесту на брак. Вскоре Екатерина вместе с мужем и своей матерью покинула столицу.
Они поселились в имение Полторацких в Рассказово Тамбовского уезда. «Она похоронила себя где-то в деревне, — писал барон М. А. Корф, — этот брак лишил её фрейлинского жалованья 3900 рублей ассигнациями, но по отзывам близких, они счастливы». В 1837 году А. А. Полторацкий был избран предводителем дворянства в Тамбовском уезде, и Екатерина Павловна часто бывала хозяйкой на балах и вечерах в Дворянском собрании. Её жизнь проходила в воспитании детей и в занятиях живописью. Она создала целую портретную галерею родных и близких. Работы её хранились в семье, передавались от поколения к поколению, а позже оказались в собраниях многих музеев.
В 1846 году умерла мать Екатерины Павловны, а 13 марта 1855 года муж. Его похоронили в Петербурге в Новодевичьем монастыре. С 1859 года Полторацкая жила у замужней дочери в Костроме, на лето уезжала в имение Бакуниных Затишье и лишь изредка посещала Рассказово. В 1868 году, после смерти сына, она завещала усадьбу своему семилетнему внуку Александру. Умерла Екатерина Павловна 7 декабря 1869 года от отека мозга в Петербурге, похоронена рядом с мужем.

## Дети
- Павел Александрович (1835—1835)
- Александр Александрович (1837—1867), корнет гусарского полка, поручик, выйдя в отставку в 1858 году жил в имение Рассказово, где занимался хозяйством. Жена — Юлия Николаевна Чихачёва, у них четверо детей.
- Екатерина Александровна (1838—1917), замужем за действительным статским советником Иваном Ивановичем Левашовым (ум. 1900), их дети Александр (1859—1914), Николай (1860—1913) и Екатерина (1861—1957; вышла замуж за двоюродного брата А. А. Полторацкого).